# Ngụy biện phân chia
Ngụy biện phân chia (fallacy of division) là ngụy biện phi hình thức xảy ra khi ai đó suy luận rằng điều gì đó mà đúng cho toàn thể thì cũng đúng cho mọi thành phần hoặc vài thành phần.
Một ví dụ:
1. Lớp hai ở Trường tiểu học Jefferson ăn rất nhiều kem
2. Carlos là học sinh lớp hai Trường tiểu học Jefferson
3. Cho nên, Carlos ăn rất nhiều kem

Ngược lại với ngụy biện này thì được gọi là ngụy biện hợp thành – phát sinh khi người ta quy kết tính chất nào đó của vài thành phần nào đó của sự vật nào đó cho cả sự vật đó một cách sai lệch.
Nếu cả hệ thống nào đó mang vài tính chất mà không có ở bất kì thành phần nào của hệ thống đó, thì đôi khi đấy được gọi là tính chất đột sinh của hệ thống đó.

## Lịch sử
Cả ngụy biện phân chia lẫn ngụy biện hợp thành đều được Aristotle nêu ra trong tác phẩm Sophistical Refutations.
Trong triết học của nhà triết học Hy Lạp cổ đại Anaxagoras, theo như lời của nhà nguyên tử luận La Mã Lucretius, thì người ta cho rằng các nguyên tử mà cấu thành nên chất nào đó thì bản thân chúng phải có các tính chất quan sát nổi bật của chất đó, thành ra: nguyên tử của nước thì ướt, nguyên tử của sắt thì cứng, nguyên tử của len thì mềm, v.v. Học thuyết này được gọi là homoeomeria, và nó chính là dựa vào ngụy biện phân chia.

## Ví dụ trong thống kê
Trong thống kê, ngụy biện sinh thái (ecological fallacy) là ngụy biện logic trong diễn giải dữ liệu thống kê, xảy ra khi suy đoán về bản chất của cá thể lại được diễn dịch từ suy đoán cho nhóm mà các cá thể đó thuộc về. Những ngụy biện sinh thái thống kê phổ biến là: nhầm lẫn giữa tương quan sinh thái và tương quan cá thể, nhầm lẫn giữa trung bình nhóm và trung bình tổng, nghịch lý Simpson, v.v.